# Natura 2000-område nr. 27 Hvidbjerg Å, Ove Sø og Ørum Sø
Natura 2000-område nr. 27 Hvidbjerg Å, Ove Sø og Ørum Sø er et 1572 hektar stort habitatområde, der nr. 27 og området omkring Ove Sø er også fuglebeskyttelsesområde; området ligger i Thisted Kommune.
Af Natura 2000-områdets samlede areal er 1.229 ha af arealet omfattet af naturbeskyttelseslovens § 3;
Desuden er der 2 ha løvskov og 5 ha nåleskov, mens resten af landarealet består af agerjord, bebyggede arealer mm.

## Beskrivelse
Natura 2000-området rummer et antal søer bl.a. de større søer Ove Sø, Ørum Sø og Nørhå Sø, som står i forbindelse
med hinanden gennem Hvidbjerg Å-systemet. Der findes i alt 58 søer og vandhuller i området med et samlet areal på 835 ha. De omkringliggende arealer er mose, rørskov og engpartier, hvor
hovedparten er tørre og afgræssede kulturenge og en mindre del er små afgrænsede vældområder. På de flyvesandsdækkede flader ved Ove Søs nordlige del, findes små partier med gråklit/grønsværsklit. Området rummer også fine rigkær, og der er tidligere er registreret bl.a. leverurt, kødfarvet gøgeurt og den sjældnere børste-kogleaks. Som fuglelokalitet er området især værdifuldt for rastende Sangsvane og Sædgås og områdets bestand af Odder vurderes at være stabil. Derudover er der i området potientielle leversteder for arter som flod- og havlampret og stor vandsalamander. De værste trusler mod området er tilgroning og øget eutrofiering.
Indenfor Natura 2000-området er der et mindre overlap med fredningen af Lyngby – Flade Sø.
Natura 2000-planen er vedtaget i 2011, hvorefter kommunalbestyrelserne
og Naturstyrelsen udarbejdede bindende handleplaner for
gennemførelsen af planen. Planen videreføres og videreudvikles i senere planperioder. 
Natura 2000-området ligger i Thisted Kommune, og naturplanen er koordineret med vandplanen 1.2 Limfjorden.